# وشنام خير محمد
وشنام خير محمد (بالفارسية: وشنام خیر محمد) هي قرية تقع في البلدة المركزية في إيران. يقدر عدد سكانها بـ 35 نسمة بحسب إحصاء 2016.